# Keynell
Albums de Gescom
Motor
(1996) This
(1998)
Keynell est un EP du groupe anglais de musique électronique Gescom, paru en 1996. Il est composé de remixes de l'EP Key Nell.

## Titres
| Face A | Face A  | Face A | Face A | Face A | Face A | Face A | Face A | Face A | Face A |
| No     | Titre   | Durée  |        |        |        |        |        |        |        |
| ------ | ------- | ------ | ------ | ------ | ------ | ------ | ------ | ------ | ------ |
| 1.     | Keynell | 9:24   |        |        |        |        |        |        |        |
| 9:24   |         |        |        |        |        |        |        |        |        |

| Face B | Face B  | Face B | Face B | Face B | Face B | Face B | Face B | Face B | Face B |
| No     | Titre   | Durée  |        |        |        |        |        |        |        |
| ------ | ------- | ------ | ------ | ------ | ------ | ------ | ------ | ------ | ------ |
| 1.     | Keynell | 11:08  |        |        |        |        |        |        |        |
| 11:08  |         |        |        |        |        |        |        |        |        |